# Beck – Familjen
Beck – Familjen är en svensk thriller från 2015. Detta är den andra filmen i den femte omgången med Peter Haber och Mikael Persbrandt i huvudrollerna. Filmen hade premiär som Video on Demand på filmkanalen C More First den 10 januari 2015 och släpptes sedan på DVD den mars samma år.

## Handling
En gangsterboss blir skjuten till döds i sitt hem, vilket får Beck-gruppen att tro att det är Stockholms undre värld som ligger bakom mordet. Allt eftersom förundersökningarna framskrider visar det sig att mordet på en kvinna som blev ihjälkörd på en parkeringsplats har stor anknytning till gangstermordet.

## Rollista (urval)
Återkommande:
- Peter Haber - Martin Beck
- Mikael Persbrandt - Gunvald Larsson
- Jonas Karlsson - Klas Fredén
- Måns Nathanaelson - Oskar Bergman
- Ingvar Hirdwall - Valdemar, grannen
- Rebecka Hemse - Inger
- Anna Asp - Jenny Bodén
- Elmira Arikan - Ayda Cetin
- Åsa Karlin - Andrea Bergström
- Anu Sinisalo - Gunilla Urst

I detta avsnitt:
- Sofia Zouagui - Petra Widell
- Marie Robertson - Charlotta Lozanovic
- Johannes Brost - Sten Rimfors
- Cedomir Djordjevic - Zlatko Lozanovic
- Jessica Forsberg - Jennifer Rundqvist
- Björn Andersson - Bertil Sjöqvist, Charlottas pappa
- Antti Reini - Hannu Peltonen
- Leif Ahrle - Göran Melin
- Daniel Sjöberg - Tomas
- Duncan Green - Lerner
- Radojka Milonjic - Zlatkos mamma
- Svetlana Kaljevic - Zlatkos syster
- Ermina Martinovic - Zlatkos moster
- Vuksan Rovcanin - Dejan Bosovic
- Philip Martin - Josef El-Bahri
- Tommy Wättring - Vilhelm Beck
- Richard Forsgren - Linus Östberg